# My Press
My Press es un periódico mexicano fundado en la Ciudad de México por Sergio Cara y Pedro Basilio en diciembre de 2015, aunque constituido formalmente el 12 de enero de 2016. El periódico debutó como medio impreso en la Ciudad de México el 1 de octubre de 2016. El grupo My Press creó en junio de 2019 NotiPress, una agencia de noticias enfocada a los negocios.

## Historia
Desde 2016, el periódico se distribuyó en versión impresa gratuita en 80 zonas de la capital mexicana, entre las que se encontraban Santa Fe y Polanco, así como en las salas de espera VIP del Aeropuerto Internacional Benito Juárez. Su versión digital se actualiza diariamente a través de su portal oficial.
La edición del periódico es mensual y cuenta con 16 páginas a color. De acuerdo a su propio fundador, My Press nació como un medio de comunicación impreso haciendo uso de estrategias digitales siendo uno de los pocos que utilizan este modelo híbrido.
De acuerdo con el periódico mexicano 20 minutos, My Press se diferencia de periódicos como Publimetro, 24 Horas, EstiloDF y MásporMás por su enfoque en noticias y negocios orientado a la Generación X y millennials.